# Lijst van voetbalinterlands Equatoriaal-Guinea - Sierra Leone
Deze lijst van voetbalinterlands is een overzicht van alle officiële voetbalwedstrijden tussen de nationale teams van Equatoriaal-Guinea en Sierra Leone. De landen speelden tot op heden zeven keer tegen elkaar. De eerste ontmoeting was een kwalificatiewedstrijd voor de Afrika Cup 2004 op 8 september 2002 in Malabo. De laatste ontmoeting, een groepswedstrijd tijdens de Afrika Cup 2021, vond plaats op 20 januari 2022 in Limbe (Kameroen).

## Wedstrijden
| № | Plaats   | Datum            | Competitie                   | Wedstrijd                         | Uitslag |
| - | -------- | ---------------- | ---------------------------- | --------------------------------- | ------- |
| 1 | Malabo   | 8 september 2002 | Afrika Cup 2004 kwalificatie | Equatoriaal-Guinea – Sierra Leone | 1 – 3   |
| 2 | Freetown | 22 juni 2003     | Afrika Cup 2004 kwalificatie | Sierra Leone – Equatoriaal-Guinea | 2 – 0   |
| 3 | Malabo   | 1 juni 2008      | WK 2010 kwalificatie         | Equatoriaal-Guinea – Sierra Leone | 2 – 0   |
| 4 | Freetown | 6 september 2008 | WK 2010 kwalificatie         | Sierra Leone − Equatoriaal-Guinea | 2 − 1   |
| 5 | Malabo   | 9 juni 2012      | WK 2014 kwalificatie         | Equatoriaal-Guinea − Sierra Leone | 2 − 2   |
| 6 | Freetown | 7 september 2013 | WK 2014 kwalificatie         | Sierra Leone − Equatoriaal-Guinea | 3 − 2   |
| 7 | Limbe    | 20 januari 2022  | Afrika Cup 2021              | Sierra Leone – Equatoriaal-Guinea | 0 – 1   |

## Samenvatting
| Competitie              | Totaal gespeeld | Winst Equat.-Guinea | Gelijk | Winst Sierra Leone | Doelsaldo Equat.-Guinea – Sierra Leone |
| ----------------------- | --------------- | ------------------- | ------ | ------------------ | -------------------------------------- |
| WK-kwalificatie         | 4               | 1                   | 1      | 2                  | 7 − 7                                  |
| Afrika Cup              | 1               | 1                   | 0      | 0                  | 1 − 0                                  |
| Afrika Cup-kwalificatie | 2               | 0                   | 0      | 2                  | 1 − 5                                  |
| Totaal                  | 7               | 2                   | 1      | 4                  | 9 − 12                                 |

Wedstrijden bepaald door strafschoppen worden, in lijn met de FIFA, als een gelijkspel gerekend.
FEF · A-internationals · Selecties · Equatoriaal-Guinees vrouwenelftal
1970 – 1979 · 
1980 – 1989 · 
1990 – 1999 · 
2000 – 2009 · 
2010 – 2019 ·
2020 − 2029
1975 · 
1976 · 
1977 · 
1978 · 1979 · 1980 · 
1981 · 
1982 · 1983 · 
1984 · 
1985 · 
1986 · 
1987 · 
1988 · 
1989 · 
1990 · 
1991 · 1992 · 1993 · 1994 · 1995 · 1996 · 1997 · 
1998 · 
1999 · 
2000 · 
2001 · 
2002 · 
2003 · 
2004 · 
2004 · 
2005 · 
2006 · 
2007 · 
2008 · 
2009 · 
2010 · 
2011 · 
2012 · 
2013 · 
2014 · 
2015 · 
2016 · 
2017 ·
2018 ·
2019 ·
2020 ·
2021 ·
2022 ·
2023 ·
2024
Algerije ·
Andorra ·
Angola ·
Benin ·
Botswana ·
Burkina Faso ·
Cambodja ·
Centraal-Afrikaanse Republiek ·
Congo-Brazzaville ·
Congo-Kinshasa ·
Djibouti ·
Egypte ·
Estland ·
Gabon ·
Gambia ·
Ghana ·
Guinee ·
Guinee-Bissau ·
Ivoorkust ·
Kaapverdië ·
Kameroen ·
Kenia ·
Kosovo ·
Libanon ·
Liberia ·
Libië ·
Madagaskar ·
Malawi ·
Mali ·
Marokko ·
Mauritanië ·
Mauritius ·
Namibië ·
Niger ·
Nigeria ·
Rwanda ·
Saoedi-Arabië ·
Sao Tomé en Principe ·
Senegal ·
Sierra Leone ·
Soedan ·
Spanje ·
Tanzania ·
Togo ·
Tsjaad ·
Tunesië ·
Zambia ·
Zuid-Afrika ·
Zuid-Soedan
SLFA · 
A-internationals · 
Sierra Leoons vrouwenelftal
1966 – 1979 · 
1980 – 1989 · 
1990 – 1999 · 
2000 – 2009 · 
2010 – 2019 ·
2020 − 2029
Algerije ·
Angola ·
Benin ·
Burkina Faso ·
Burundi ·
China ·
Comoren ·
Congo-Brazzaville ·
Congo-Kinshasa ·
Djibouti ·
Egypte ·
Equatoriaal-Guinea ·
Ethiopië ·
Gabon ·
Gambia ·
Ghana ·
Guinee ·
Guinee-Bissau ·
Irak ·
Iran ·
Ivoorkust ·
Jordanië ·
Kaapverdië ·
Kameroen ·
Kenia ·
Lesotho ·
Liberia ·
Malawi ·
Mali ·
Marokko ·
Mauritanië ·
Niger ·
Nigeria ·
Sao Tomé en Principe ·
Senegal ·
Seychellen ·
Soedan ·
Somalië ·
Swaziland ·
Togo ·
Tsjaad ·
Tunesië ·
Zambia ·
Zuid-Afrika